# CIUTI
CIUTI ist die Abkürzung für Conférence Internationale Permanente d'Instituts Universitaires de Traducteurs et Interprètes (frz. für Internationale Konferenz der Universitätsinstitute für Dolmetscher und Übersetzer). Ziel des Zusammenschlusses ist es, eine internationale Kooperation der Ausbildungsinstitute für Sprachmittler zu ermöglichen und somit die Ausbildung zu harmonisieren, zu verbessern und praxisgerecht zu gestalten.
Die CIUTI geht auf eine Initiative der entsprechenden Universitätsinstitute in Genf, Heidelberg, Mainz-Germersheim und Paris (Sorbonne) im Jahre 1960 zurück. Die Gründung als Verband (zunächst mit dem Kürzel C.I.U.T.I.) erfolgte 1962. Die Eintragung als internationaler Verband nach belgischem Recht erfolgte am 24. November 1994. Die derzeit über vierzig Mitglieder in aller Welt treffen sich einmal jährlich an einem der Mitgliedsinstitute zur CIUTI-Generalversammlung. Seit 2003 findet außerdem jährlich (normalerweise im Januar und meist bei der UNO in Genf) ein CIUTI-Forum statt. Das ist eine große Konferenz mit meist über 200 Teilnehmern aus aller Welt, auf der vielfältige aktuelle Aspekte des Übersetzungs- und Dolmetschmarktes sowie der Translationswissenschaft und -didaktik diskutiert werden. Die Organisation nimmt ausschließlich Einrichtungen auf, die Ausbildungsgänge für das Übersetzen und/oder das Dolmetschen anbieten und bestimmte Qualitätskriterien erfüllen.
Im Gegensatz zum jungen EMT-Netzwerk der EU-Kommission (European Masters' in Translation), das ebenfalls hohe Qualitätskriterien ansetzt, aber nur die Ausbildungsleistung eines Studiengangs betrachtet, erfordert die CIUTI-Mitgliedschaft von einem Institut zusätzlich den Nachweis von Leistungen im Bereich der Translationsforschung. Dies manifestiert sich im 2011 eingeführten Motto der CIUTI: "Excellence in T&I Training and Research".